# Alcantarea edmundoi
Alcantarea edmundoi es una especie  de planta perteneciente a la familia de las alcantareas. Es una especie endémica de Brasil.

## Taxonomía
Alcantarea edmundoi fue descrita por (L.B.Sm.) J.R.Grant y publicado en Die natürlichen Pflanzenfamilien, Zweite Auflage 15a: 126. 1930.
Etimología;
Alcantarea: nombre genérico otorgado en homenaje a Pedro de Alcántara (1840-1889), segundo emperador de Brasil.
edmundoi: epíteto
Sinonimia
- Tillandsia regina Vell., Fl. Flumin. 3: 136, t. 142 (1829).
- Alcantarea regina (Vell.) Harms in H.G.A.Engler, Nat. Pflanzenfam. ed. 2, 15a: 126 (1930).
- Vriesea hillegeeriana Baker, Handb. Bromel.: 227 (1889).
- Tillandsia blokii Hemsl., Bot. Mag. 134: t. 8192 (1908).
- Vriesea blokii (Hemsl.) Mez in H.G.A.Engler (ed.), Pflanzenr., IV, 32: 405 (1935).
- Vriesea edmundoi Leme, Pabstia 4(3): 5 (1993).
- Alcantarea edmundoi (Leme) J.R.Grant, Bromélia 2(3): 26 (1995).